# Europatitan
Europatitan eastwoodi is een plantenetende sauropode dinosauriër, behorend tot de Titanosauriformes, die tijdens het vroege Krijt leefde in het gebied van het huidige Spanje.

## Vondst en naamgeving
In 2003 werden opgravingen gestart in de El Oterillo II-vindplaats tussen het dorp Barbadillo del Mercado en het plaatsje Salas de los Infantes in de provincie Burgos. In 2004 werd daarbij het skelet gevonden van een grote sauropode. In 2005 en 2006 werd de berging van het skelet voortgezet. De botten werden geprepareerd door Ferrán Guinovart en Rubén Contreras.

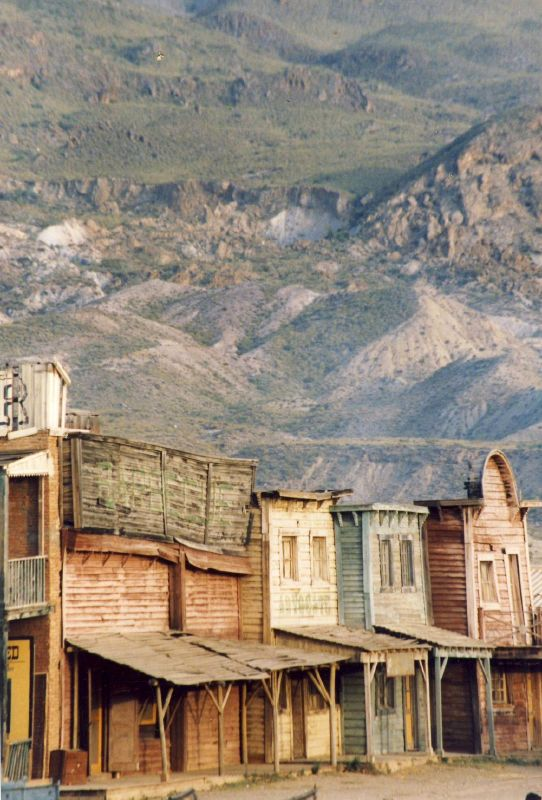
De filmset met erboven een uitzicht op de fossielhoudende lagen

In 2017 benoemden en beschreven Fidel Torcida Fernández-Baldor, José Ignacio Canudo, Pedro Huerta, Miguel Moreno-Azanza en Diego Montero de typesoort Europatitan eastwoodi. De geslachtsnaam verbindt een verwijzing naar Europa, het werelddeel van de vondst, met het Grieks Titaan, een gebruikelijk achtervoegsel in de namen van sauropoden gezien hun titanische (reusachtige) omvang. De soortaanduiding eert de acteur Clint Eastwood omdat de rolprent The Good, the Bad and the Ugly waarin deze een hoofdrol heeft, een filmklassieker in het westerngenre, geschoten werd bij Salas de los Infantes. Omdat de naam gepubliceerd werd in het elektronisch tijdschrift PeerJ, waren Life Science Identifiers nodig om hem geldig te maken. Deze waren 29532C3F-4E3F-4702-845A-2D75EF3C63B voor het geslacht en B436CCB2-6E5C-498E-80A5-4BF271AC3175 voor de soort.

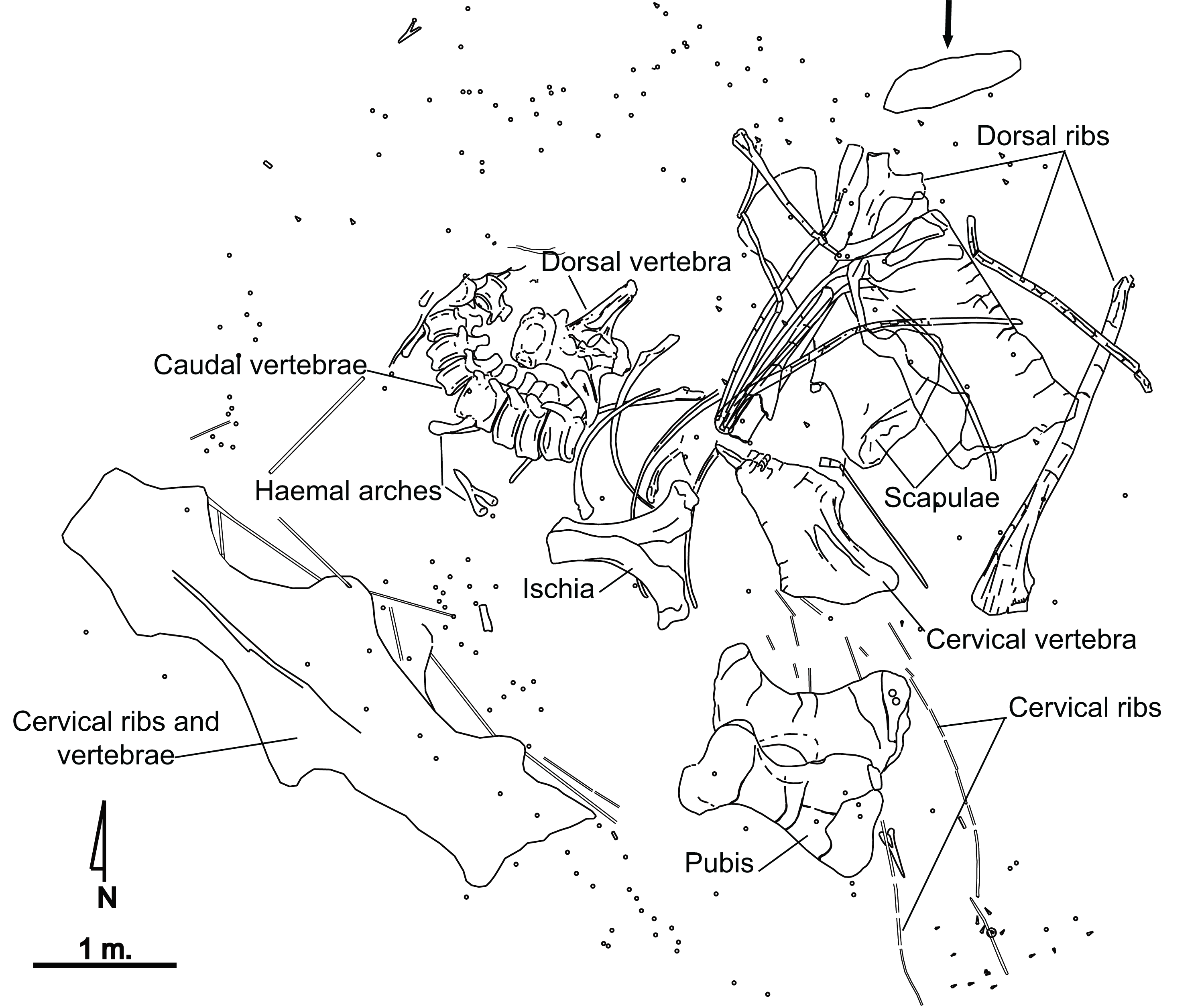
Diagram van de vindplaats

Het holotype, MDS-OTII,1-32, is gevonden in een laag van de Castrillo de la Reina-formatie die dateert uit het Barremien-Aptien. Het bestaat uit een gedeeltelijk skelet zonder schedel. Bewaard zijn gebleven: een tand, vijf halswervels, een achterste middelste ruggenwervel, negen staartwervels, elf nekribben, zes ribben, zeven chevrons, de twee schouderbladen, het linkerravenbeksbeen, het eerste en tweede linkermiddenvoetsbeen, de twee schaambeenderen en de twee zitbeenderen. Het skelet lag niet in verband op de halswervels na die wellicht de zevende tot en met elfde vertegenwoordigen. Ongeveer driehonderdvijftig botten en botfragmenten waren verspreid over een oppervlakte van tien meter in het vierkant. Sommige daarvan zijn formeel niet in het holotype opgenomen zoals veertig ribben genummerd MDS-OTII,33-72. Al de beenderen vertegenwoordigen desalniettemin één enkel individu. De fossielen maken deel uit van de collectie van het Museo de los Dinosaurios van Salas de los Infantes.

## Beschrijving

### Grootte
Europatitan is een grote sauropode. In door het museum vrijgegeven persberichten werden schattingen gemaakt van een lengte van vijfentwintig tot zevenentwintig meter bij een gewicht van vijfendertig ton. Omdat er geen poten bewaard zijn gebleven en ook de nek niet compleet is, is er een grote onzekerheidsmarge.

### Onderscheidende kenmerken
De beschrijvers wisten een aantal onderscheidende kenmerken vast te stellen. Negen daarvan zijn autapomorfieën, unieke afgeleide eigenschappen. De achterste halswervels hebben een parapofyse, facet voor de onderste ribkop, die een driestralige richelstructuur vormt waarvan het bovenste deel de pleurocoel in de zijkant van de wervel verdeelt. De middelste tot achterste ruggenwervels hebben een horizontale richel lopen tussen de achterste gewrichtsuitsteeksels, boven de hyposfeen, het centrale secundaire gewrichtsuitsteeksel. Bij de middelste tot achterste ruggenwervels is de richel tussen het wervellichaam en het voorste gewrichtsuitsteeksel aan de buitenste zijkant verbonden met twee extra richels die pneumatische uithollingen begrenzen waardoor de normale enkelvoudige uitholling tussen de richel tussen het wervellichaam en het voorste gewrichtsuitsteeksel, en de parapofyse opgedeeld wordt. Bij de middelste tot achterste ruggenwervels reikt de richel tussen het wervellichaam en het achterste gewrichtsuitsteeksel tot aan de buitenste onderrand van de hyposfeen en is aan de onderzijde gevorkt. Bij de middelste tot achterste ruggenwervels is het achterste deel van de uitholling die begrensd wordt door de richel tussen het wervellichaam en het zijuitsteeksel en het achterste gewrichtsuitsteeksel breed en wordt in zeer opvallende kleine pneumatische uithollingen verdeeld door verschillende extra richeltjes die gelegen zijn tussen de achterste richel tussen het wervellichaam en het zijuitsteeksel en de richel die tussen het zijuitsteeksel en het achterste gewrichtsuitsteeksel loopt. Bij de middelste tot achterste ruggenwervels loopt er een extra richel tussen de voorste en achterste richels die van het zijuitsteeksel het doornuitsteeksel oplopen, de uitholling ertussen verdelend. Bij de achterste ribben heeft de voorkant van de onderste ribkop een lengtekam met een golvende rand. Het schouderblad heeft een crista deltoidea, een kam aan de onderste buitenzijde, waarvan de bovenrand, richting voorkant romp, een ovaal uitsteeksel vormt met een ruw oppervlak terwijl de onderzijde, richting achterkant romp, bestaat uit een ruw plat vlak begrensd door een opvallende groeve. Het schouderblad heeft op de bovenrand, als het element horizontaal gedacht wordt, ongeveer in het midden een ruwe bult met twee uitsteeksels die gescheiden worden door een halfcirkelvormige uitholling.
Naast deze unieke kenmerken werd een combinatie van dertien op zich juist niet unieke kenmerken vastgesteld die Europatitan dus met andere sauropoden deelde. Het gaat dus om synapomorfieën die nauwere of ruimere kladen kenmerkten. De lijst is afkomstig uit de datamatrix die voor de fylogenetische analyse gebruikt werd, die zelf weer een langere lijst van kenmerken inhoudt waarop een nieuwe soort gecheckt kan worden. Zo'n analyse heeft ten doel de positie van de soort in de evolutionaire stamboom te bepalen. Hoewel de kenmerken niet uniek zijn, is de combinatie dat wel.
De halswervels hebben vlakke of licht bolle onderkanten. De halswervels hebben sterk gereduceerde pleurocoelen met een duidelijk afgetekende voorste uitholling en een gladde achterste trog. De ruggenwervels hebben een sterk verticaal samengedrukt wervellichaam. Sommige voorste staartwervels zijn procoel, met een holle voorkant. De voorste staartwervels missen van het voorvlak van het doornuitsteeksel naar beneden lopende richels op de wervelboog. De chevrons en de haemaalkanalen zijn verticaal lang. Het schouderblad is afgerond verbreed bij de processus acromialis. Het schouderblad heeft een goed ontwikkelde processus acromialis. Bij het schouderblad is op de achterrand, of onderrand als het element horizontaal gehouden wordt, het uitsteeksel aan de binnenzijde goed ontwikkeld. Het gewrichtsvlak van het schoudergewricht is zover het op het schouderblad ligt sterk naar binnen afgeschuind. Er bevindt zich een verruwing voor de aanhechting van een spier op het boveneind van het zitbeen. De eerste staartwervel heeft geen bult op de onderzijde van het zijuitsteeksel.

### Skelet
De gevonden sauropode tand is lepelvormig tot driehoekig, het basale titanosauriforme type, en heeft een kroon van twee centimeter lengte, een basislengte van negen millimeter en een dikte overdwars van vier millimeter.
De nek is vermoedelijk zeer lang. Als er een verticale stand mogelijk was, zou dit de kop op zo'n veertien meter hoogte gebracht hebben. De negende halswervel is 114 centimeter lang en de tiende 112 centimeter. De halswervels zijn ook zeer langgerekt. De pleurocoelen in hun zijkanten zijn opvallend langwerpig, 80& van de wervellengte beslaand, en weer onderverdeeld in zes kleinere uithollingen waarin nog kleinere foramina zichtbaar zijn waardoorheen de uitlopers van de luchtzakken in het bot drongen. De zijkanten van de doornuitsteeksels zijn ook diep uitgehold, vooral onderaan, net als bij de Brachiosauridae. Het doornuitsteeksel is enkelvoudig. Er lopen geen richels op aan de voorkant of richting zijuitsteeksels. Op de voorste onderkant van het zijuitsteeksel loopt geen richel. De nekribben zijn zeer lang; de langste is geacht op 185 centimeter.

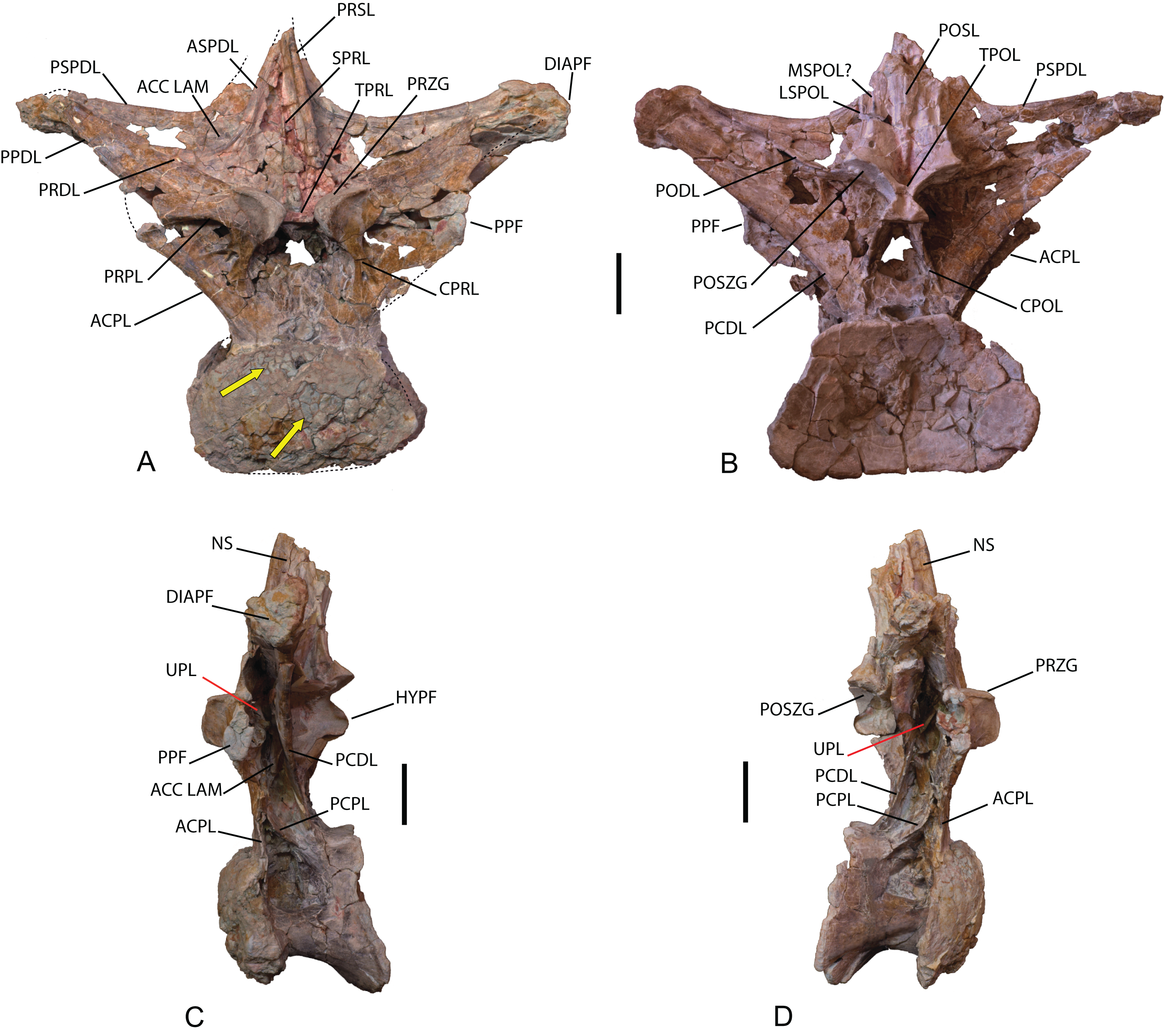
De ruggenwervel

De enige bewaarde ruggenwervel heeft een bewaarde hoogte van zevenenzeventig centimeter en een breedte van vijfennegentig centimeter. Er is een grote ovale pleurocoel. De interne structuur van het bot bestaat uit vele luchtkamertjes, camellae. De wervel is niet gekield, anders dan bij brachiosauriden. De wervel toont een hyposfeen-hypantrum-complex van secundaire gewrichtsverbindingen maar ook, zij het zwak ontwikkelde, richels tussen de gewrichtsuitsteeksels die de werking van zo'n verbinding in de weg staan. De uitholling tussen het zijuitsteeksel en het achterste gewrichtsuitsteeksel is wel door zes kleine richeltjes onderverdeeld. De ribben hebben een lengte topt twee meter. Ze hebben een afgeplatte schacht. Ze zijn sterk gepneumatiseerd. De unieke golvende kam begrenst de pneumatopoor in het capitulum.
De eerste staartwervel is amficoel, de volgende zijn procoel maar de middenstaart is weer amficoel. Dit lijkt een voorloper te zijn van de toestand van volledige procoelie zoals bij de Titanosauria. De facetten hebben nog een dikke rand. Er is geen hyposfeen-hypantrum-complex in de staart, een afgeleid kenmerk. De doornuitsteeksels hebben een knuppelvormig uiteinde, net als bij Tastavinsaurus. Het haemaalkanaal beslaat 40% van de bovenste hoogte van de chevron.
Het schouderblad heeft een lengte van 165 centimeter. Het blad is sterk ingesnoerd. Het schouderblad steekt voor of boven het ravenbeksbeen uit. De crista deltoidea maakt een hoek van 75° met het blad. Het ovale uitsteeksel van de kam vormt wellicht de aanhechting voor de Musculus coracobrachialis brevis dorsalis. Lagere richels meer in het midden kunnen de aanhechting voor ds Musculus scapulohumeralis anterior geweest zijn. De uitsteeksels op de bovenrand/voorrand kunnen gediend hebben voor de Musculus trapezius en de Musculus levator scapulae.

## Fylogenie
Europatitan is door een cladistische analyse in de Somphospondyli geplaatst, als meest basale soort. Zijn positie verschilt daarmee van die van Tastavinsaurus, een sauropode uit Spanje van vergelijkbare ouderdom, die net buiten de Titanosauriformes viel. De beschrijvers wezen erop dat een stamboom waarin de twee zustersoorten waren maar twee evolutionaire "stappen" langer zou zijn geweest zodat toekomstige aanvullingen van het fossiele materiaal hun onderlinge positie nog gemakkelijk zouden kunnen wijzigen. Overigens waren ze ervan overtuigd dat de soorten verschillend waren.